# Žacléř (zámek)
Žacléř (německy Schatzlar) je hrad přestavěný na zámek ve stejnojmenném městě v okrese Trutnov v Královéhradeckém kraji. Zámecký areál je chráněn jako kulturní památka.
Budova zámku se nachází na hustě zalesněném kopci. Je to dvou až třípatrová stavba nepravidelného šestihranného půdorysu s polygonálním průčelím na jižní straně.

## Historie

### Hrad

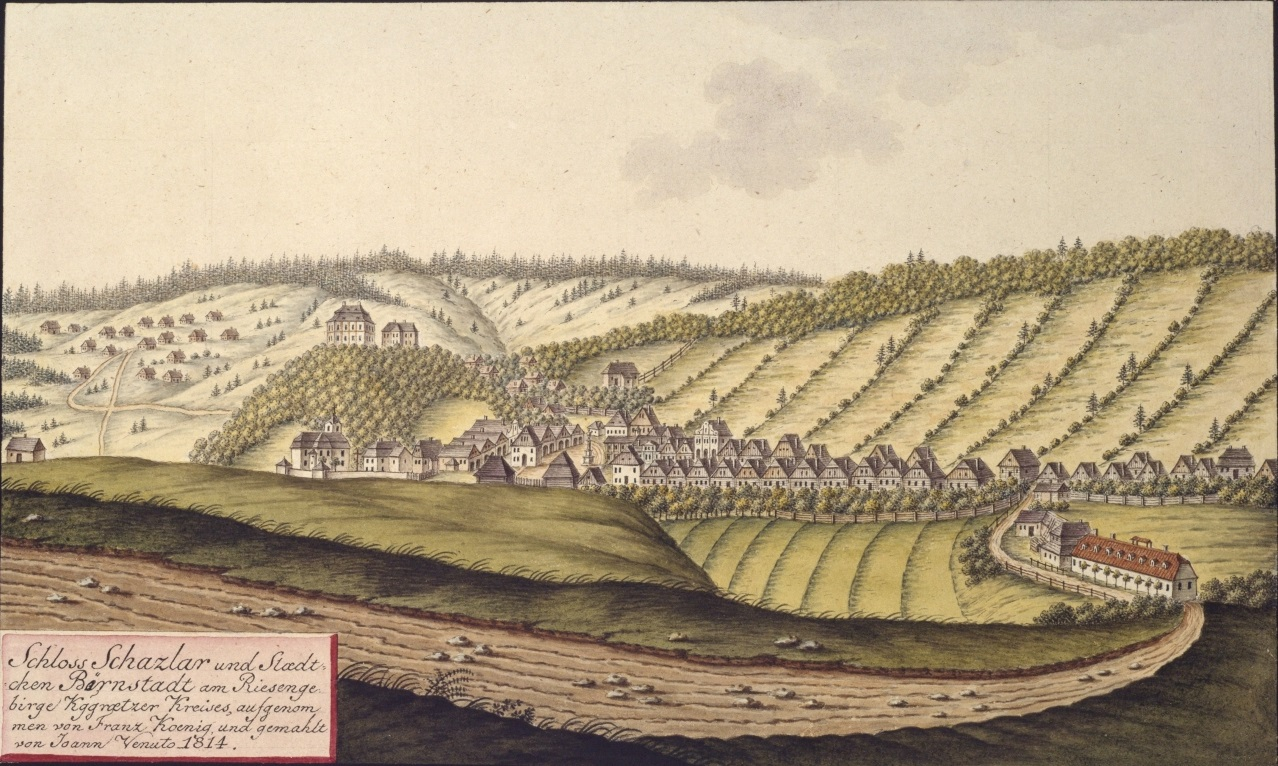
Zámek Žacléř a přilehlé městečko Bärnstadt (Žaclér), podle Jana Antonína Venuta z roku 1814

Předpokládá se, že hrad založil na začátku čtrnáctého století panovník, byť tomu nenasvědčuje malý rozsah hradního jádra. První písemná zmínka o žacléřském hradu pochází z doby okolo roku 1334, kdy jej Pertolt z Lipé na dva roky zastavil Jindřichu Pfaffovi. Žacléř mohl být hradem označovaným jako Bernaut nebo Bernov, známým z písemných pramenů, ale s nejasnou lokalizací. V roce 1353 hrad vlastnil Albrecht z Chřenovic, který jej měl podle Augusta Sedláčka v zástavě od panovníka. Z let 1360 a 1361 pochází zmínky o Mikuláši ze Žibřidova, který byl pravděpodobně žacléřským purkrabím.
Po polovině čtrnáctého století hradí získal svídnický kníže Boleslav II. a Slezané jej jako důležitý strategický bod ovládali až do konce husitských válek. Ve druhé polovině čtyřicátých let patnáctého století byly z hradu Hanušem z Varnsdorfu podnikány loupeživé výpady do Slezska. Roku 1447 proto Žacléř spolu s dalšími podobnými hrady vykoupila slezská a lužická města, ale na rozdíl od ostatních nebyl pobořen. Slezané jej dali do zástavy bratrům Hanušovi, Kunešovi a Oldřichovi Liebenthalerům, kteří slíbili, že v případě potřeby hrad otevřou slezským silám. Dále se majiteli hradu neznámým způsobem stali bratři Jiří a Kryštof Žejdlicové ze Šenfeldu, kteří jej prodali Jiřímu z Poděbrad. Po své korunovaci dal král Jiří Žacléř jako léno Hanušovi z Varnsdorfu a v roce 1461 mu povolil, aby na hradě zapsal věno své manželce Eufemii z Valdenburka.
Společně s trutnovským panstvím hrad získali páni ze Šumburka. Když se v roce 1515 bratři Heřman a Karel ze Šumburka dělili o majetek, dohodli se, že Žacléř budou užívat společně. Heřman však svého bratra z hradu vypudil a roku 1521 prodal svůj díl trutnovského panství Vilémovi a Janovi Krušinům z Lichtenburka. Vymínil si, že bude nadále bydlet na Žacléři a v případě jeho smrti hrad připadne Lichtenburkům. Sám z hradu přepadal pocestné, loupil nebo je věznil pro výkupné. Zemský správce, kníže Karel I. Minsterberský, proto s pomocí pražských, hradeckých a královédvorských oddílů hrad v roce 1523 dobyl a pobořil.

### Zámek
Roku 1555 nechal Kryštof z Gendorfu opuštěný hrad přestavět na renesanční zámek. Za třicetileté války byl dvakrát dobyt Švédy a vydrancován. Od roku 1636 zámek patřil vídeňským jezuitům. Kvůli poškození zámek zpočátku nevyužívali. V letech 1730–1740 vznikl barokní portál s tesanými ornamenty. V letech 1894–1895 byly provedeny další úpravy. Byly zbořeny hospodářské budovy a byly postaveny pseudogotické hradby s cimbuřím okolo celého zámku.

### Novodobé dějiny
V roce 1945 byl vyrabován interiér. Po požáru byla mansardová střecha nahrazena valbovou. Byl zde internát žacléřského Texlenu. V osmdesátých letech 20. století sem jezdily děti na školu v přírodě.
V devadesátých letech 20. století přešel zámek do vlastnictví města Žacléř. Město ho v roce 1997 prodalo společnosti Omikron - RV, ta dále společnosti Wekostav. Od ní jej v roce 2005 koupila společnost Cosy Cottage, nyní Castrum Scheczler.
Zámek je veřejnosti nepřístupný. Jeho vlastníkem je společnost Castrum Scheczler, jejímiž jedinými společníky jsou od roku 2010 manželé Adéla a Karel Čermákovi. Plánovali komplexní rekonstrukci zámku a jeho přestavbu na luxusní stylový hotel s restaurací, ale později je zámek i s projektem nabídli k prodeji.

## Majitelé zámku
- Kryštof z Gendorfu
- Heřman Cetryc z Karyše
- Trčkové z Lípy (1622–1634)
- Jezuitský noviciát u svaté Anny ve Vídni (1636–1773)
- C. k. Studijní fond (1773–1838)
- Karel Půlpán, rytíř z Feldštejna (1838–1877)
- Karel August Hesse (1877–1880)
- Karel Adolf Hesse (1880–1887)
- Waldemar Hesse (1887–1912)
- Hans Georg von Kramsta

## Stavební podoba
Středověká podoba žacléřského zámku je nejasná. Hrad snad typologicky patřil mezi hrady s plášťovou zdí. Za širokým šíjovým příkopem se nacházelo předhradí. Zámecká budova stojí na místě nevelkého hradního jádra, z něhož bylo zbořeno severovýchodní nároží. Podél východní strany stál dvou nebo tříprostorový palác a menší budova bývala podél západní zdi. Mezi oběma budovami nejspíše vedl úzký průjezdní prostor na malé nádvoří. Z opevnění se, kromě příkopu, dochovala jen část čtverhranné bašty.
Při barokní přestavbě vznikla podél severní a značné části západní strany předhradí rozměrná budova, zbořená při romantických úpravách v devatenáctém století. Romantického původu jsou také ohradní zdi přední části zámku.

## Galerie

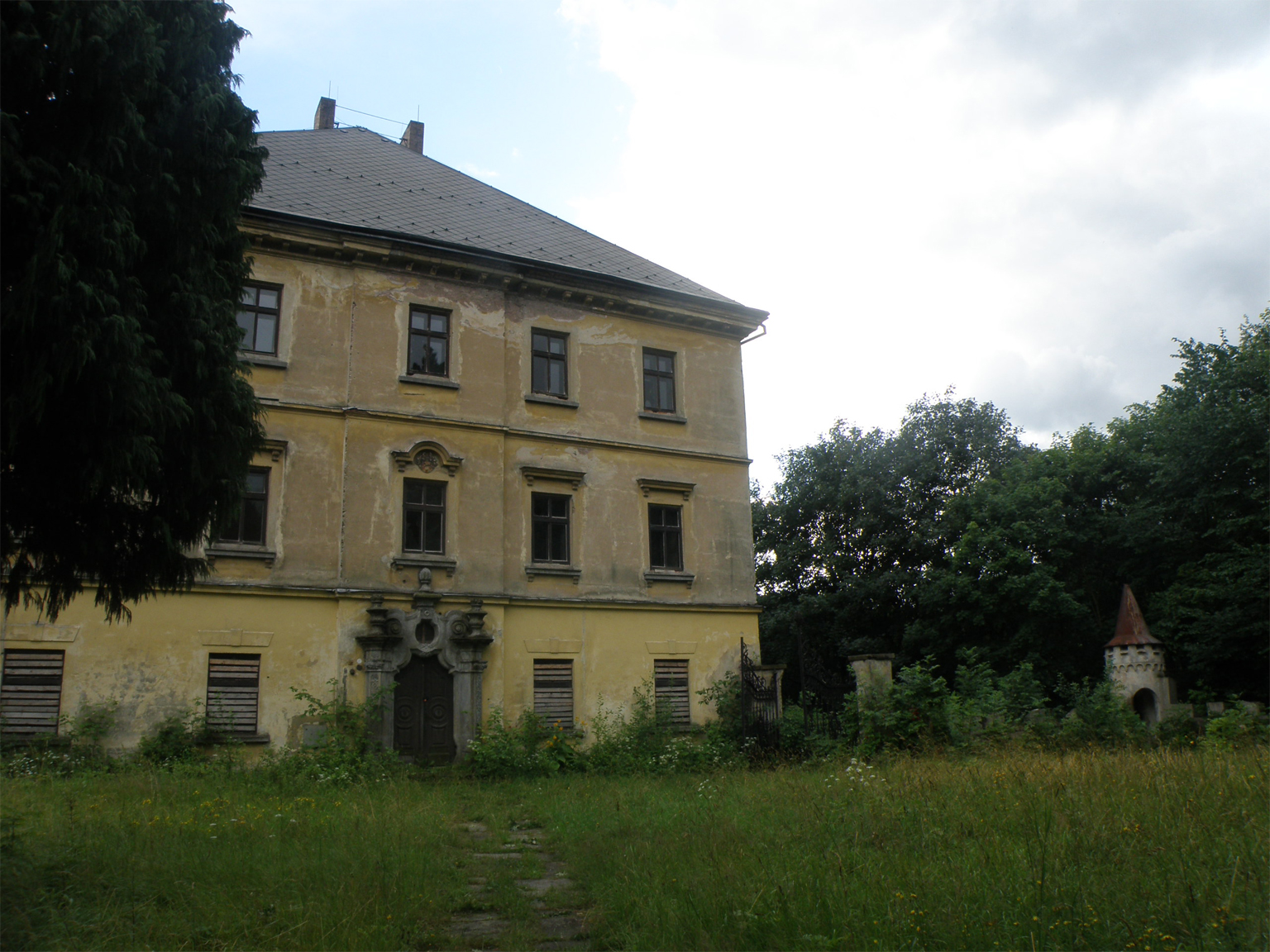
Nádvoří a hlavní budova
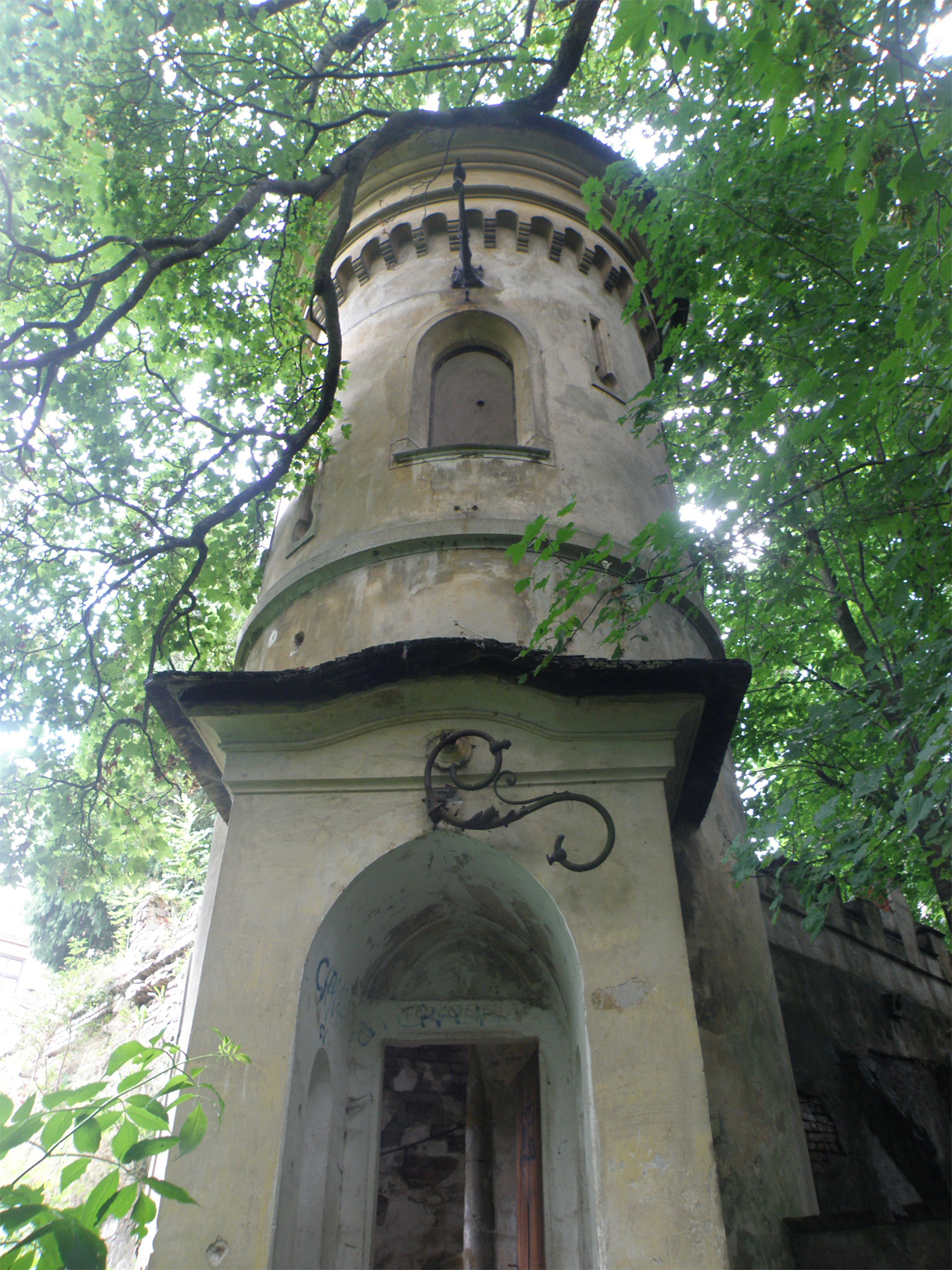
Věž za hlavní branou
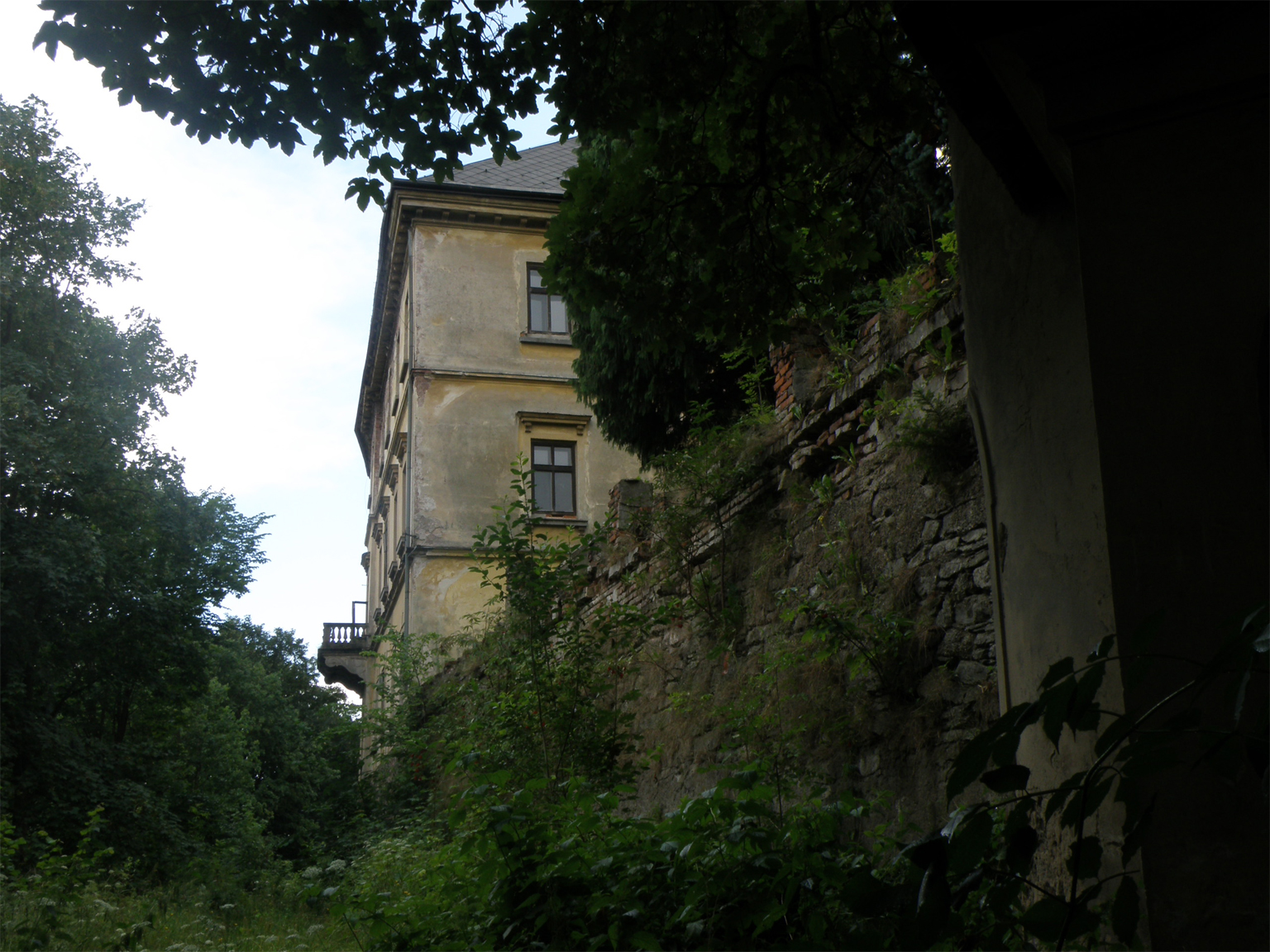
Pohled na hlavní budovu od brány